# Mússab ibn Umayr
Mússab ibn Umayr (àrab: مصعب بن عمير, Muṣʿab b. ʿUmayr) (?-625) fou un company del profeta Muhàmmad (Mahoma) de la família Abd-ad-Dar del clan quraixita. En conèixer Mahoma li va causar tanta impressió que va renunciar a una elevada posició social i riquesa per tal d'unir-se a la gent del Profeta, que aleshores era un petit grup mal vist arreu. Com que la família hi estava en desacord, va marxar amb altres fidels a Abissínia, retornant abans de l'hègira. Després de la primera convenció d'Àqaba, Mahoma el va enviar a Medina on va reclutar molts partidaris. Va portar l'estendard a la batalla de Badr i a la de l'Úhud i va morir a la segona d'aquestes batalles (625).